# Franciaország diplomáciai misszióinak listája

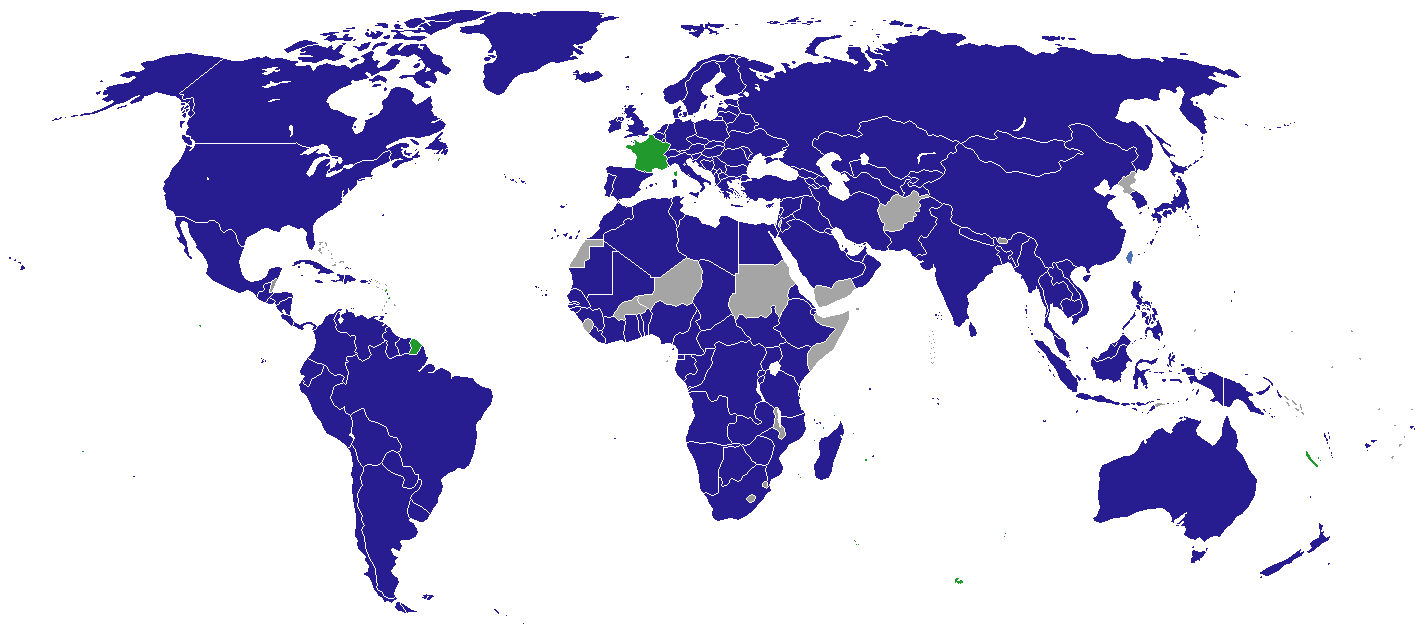
Országok (kékkel), ahol francia képviselet található

Franciaország diplomáciai misszióinak listája tartalmazza a francia kormány által nemzetközi szerződések alapján létrehozott nagykövetségeket, követségeket, főkonzulátusokat, konzulátusokat, alkonzulátusokat és képviseleti irodákat. Nem tartalmazza azonban a tiszteletbeli konzulokat. Tartalmazza azokat a reprezentatív képviseleteket is, melyeket Franciaország a nemzetközi szervezetekhez delegált. Amennyiben valamelyik képviseletnek van Wikipédia szócikke, úgy azt jelöljük.

## Európa
- Albánia: Tirana (nagykövetség)

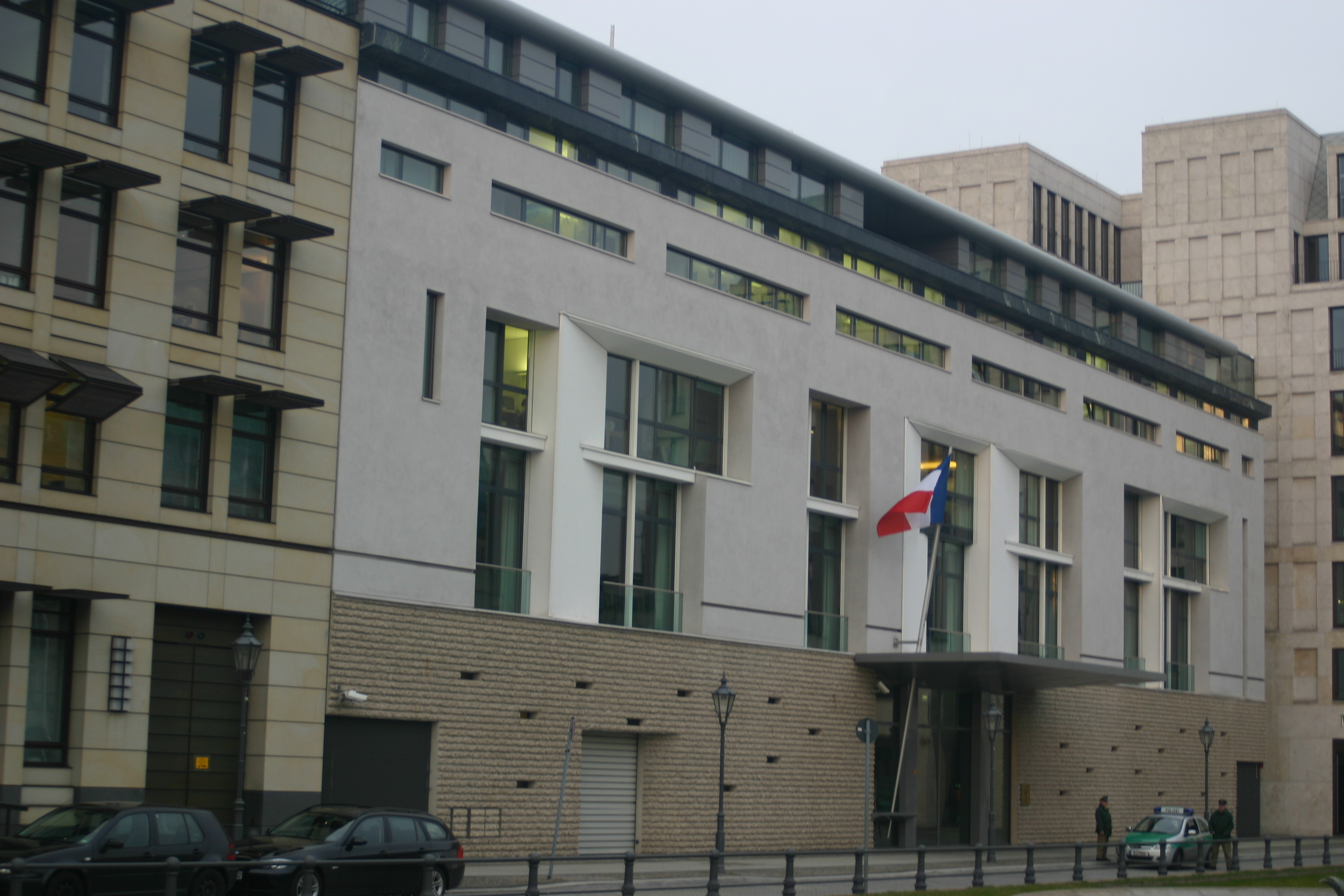
Franciaország berlini nagykövetsége

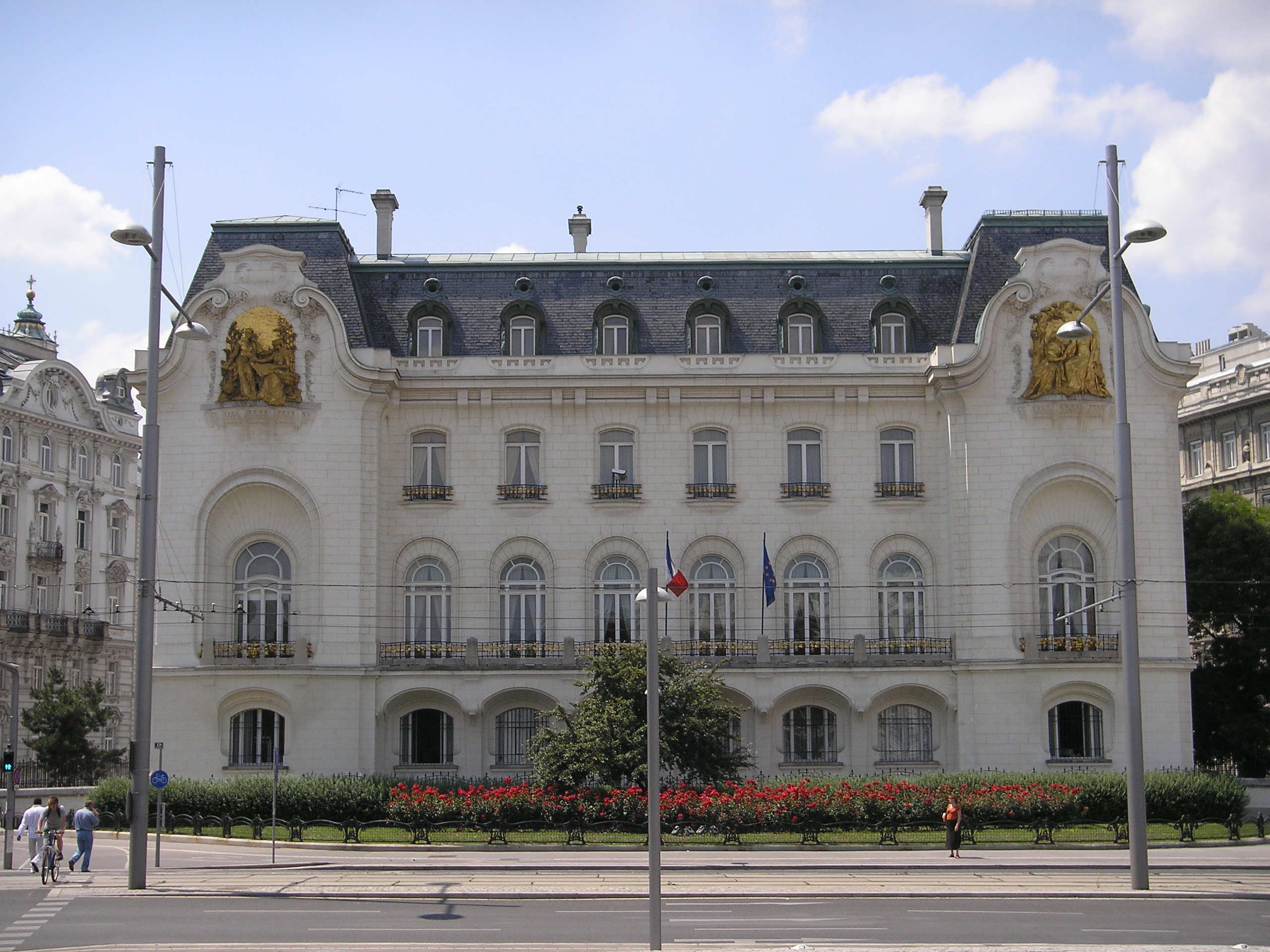
Franciaország bécsi nagykövetsége

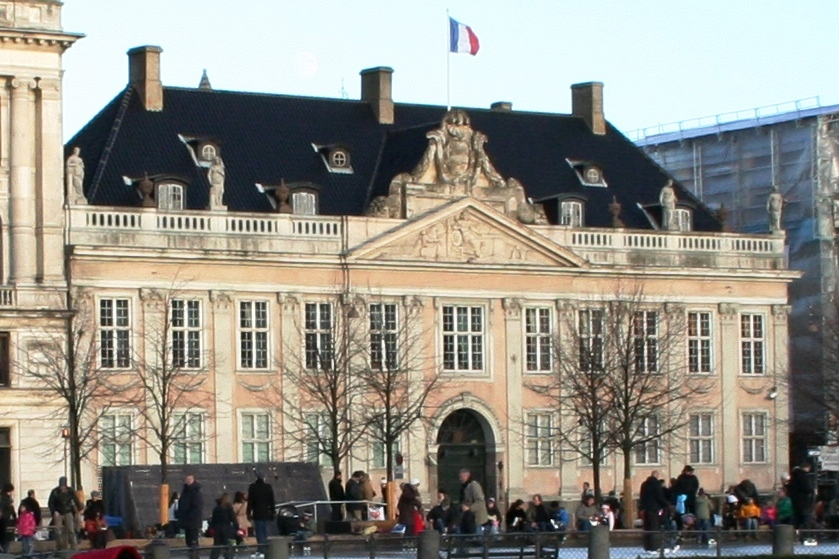
Nagykövetség Dániában

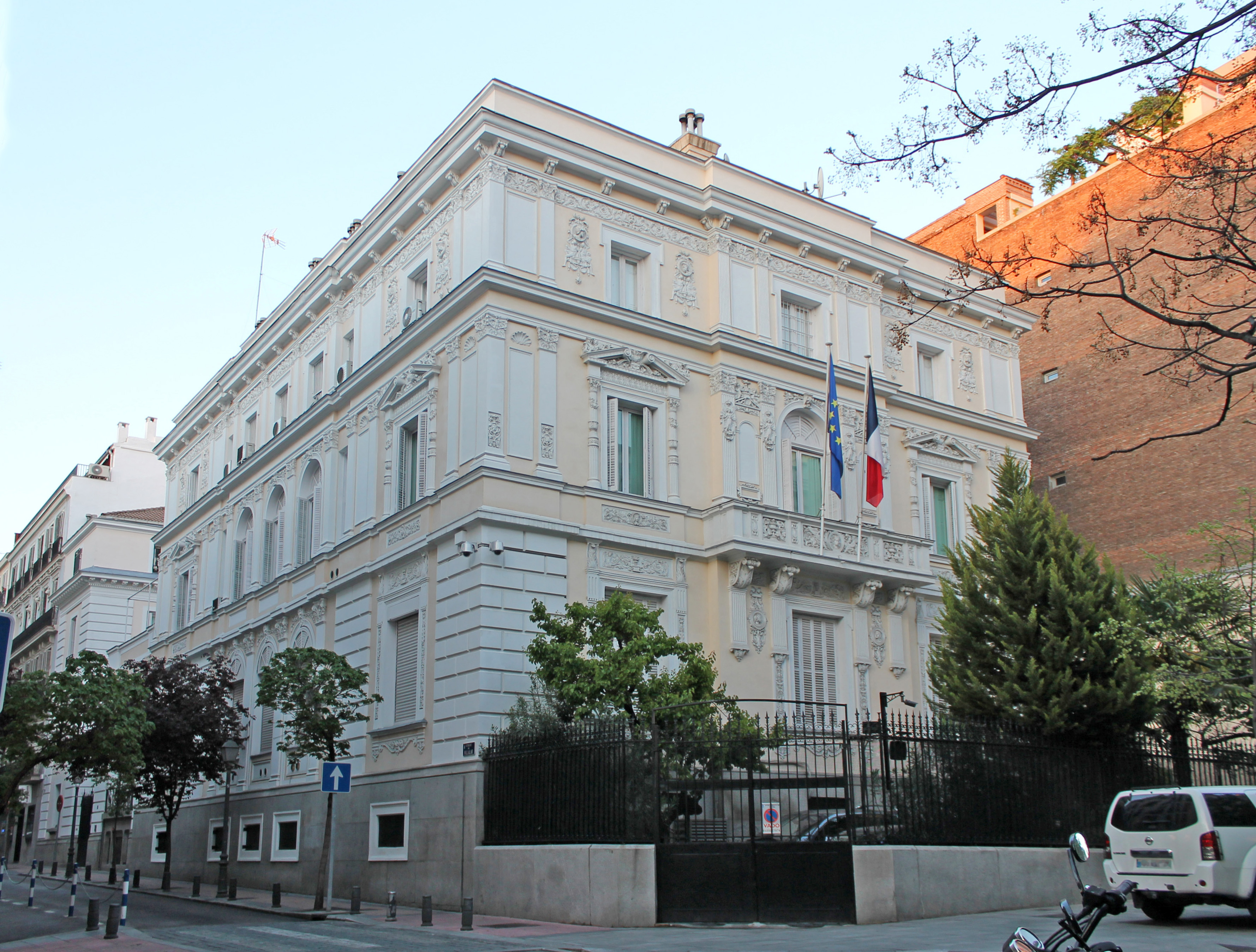
Madridi nagykövetség

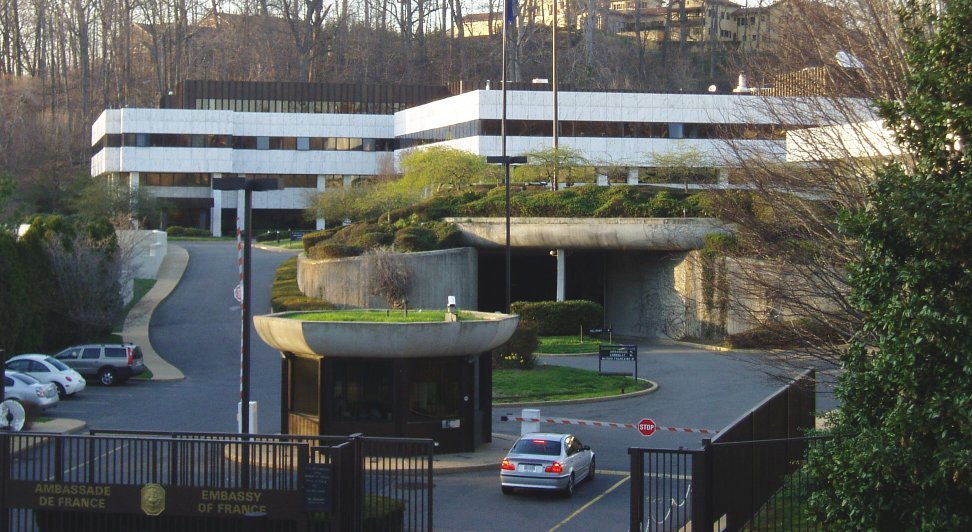
A washingtoni nagykövetség

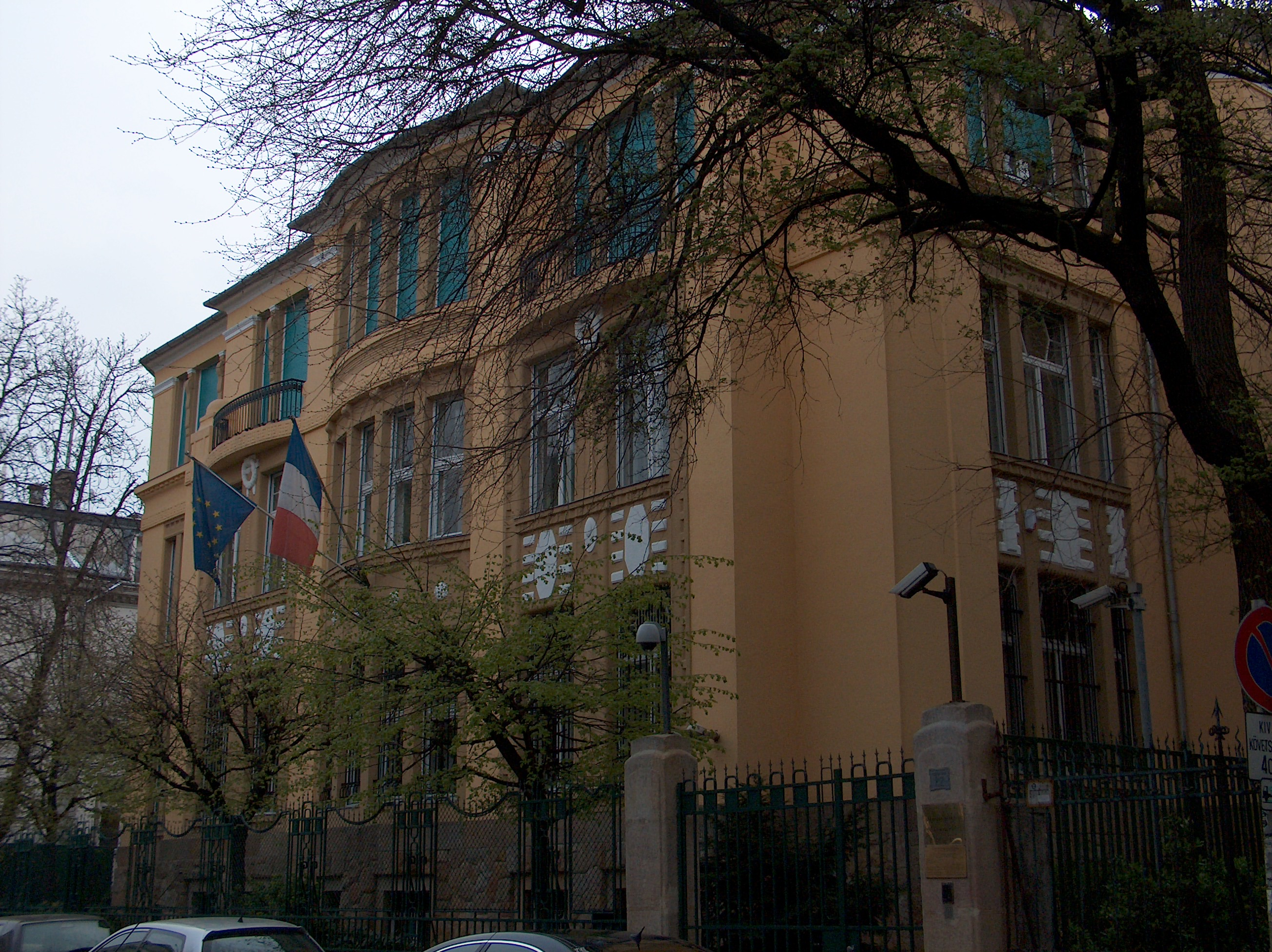
Franciaország budapesti nagykövetsége

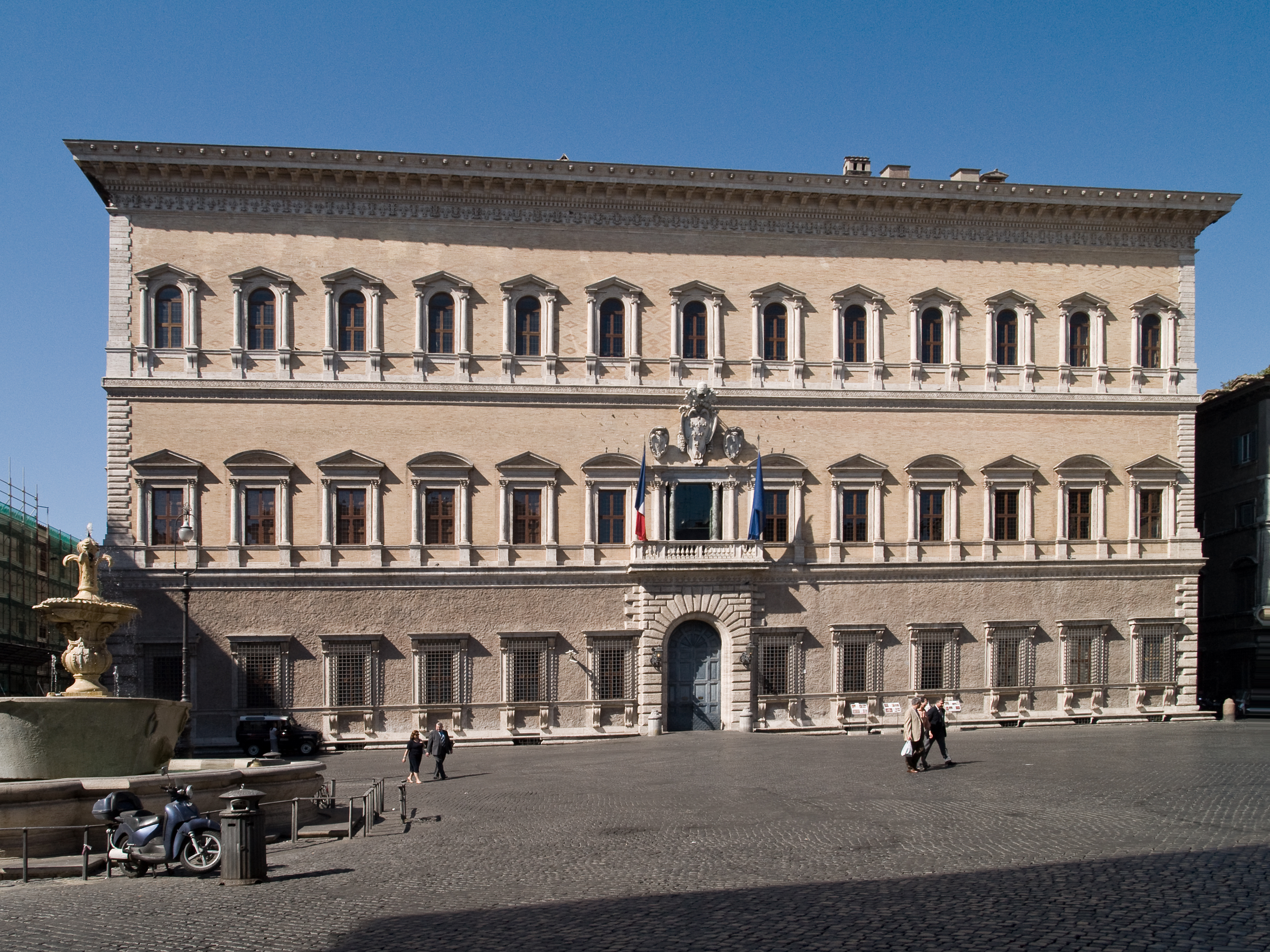
Franciaország római nagykövetsége

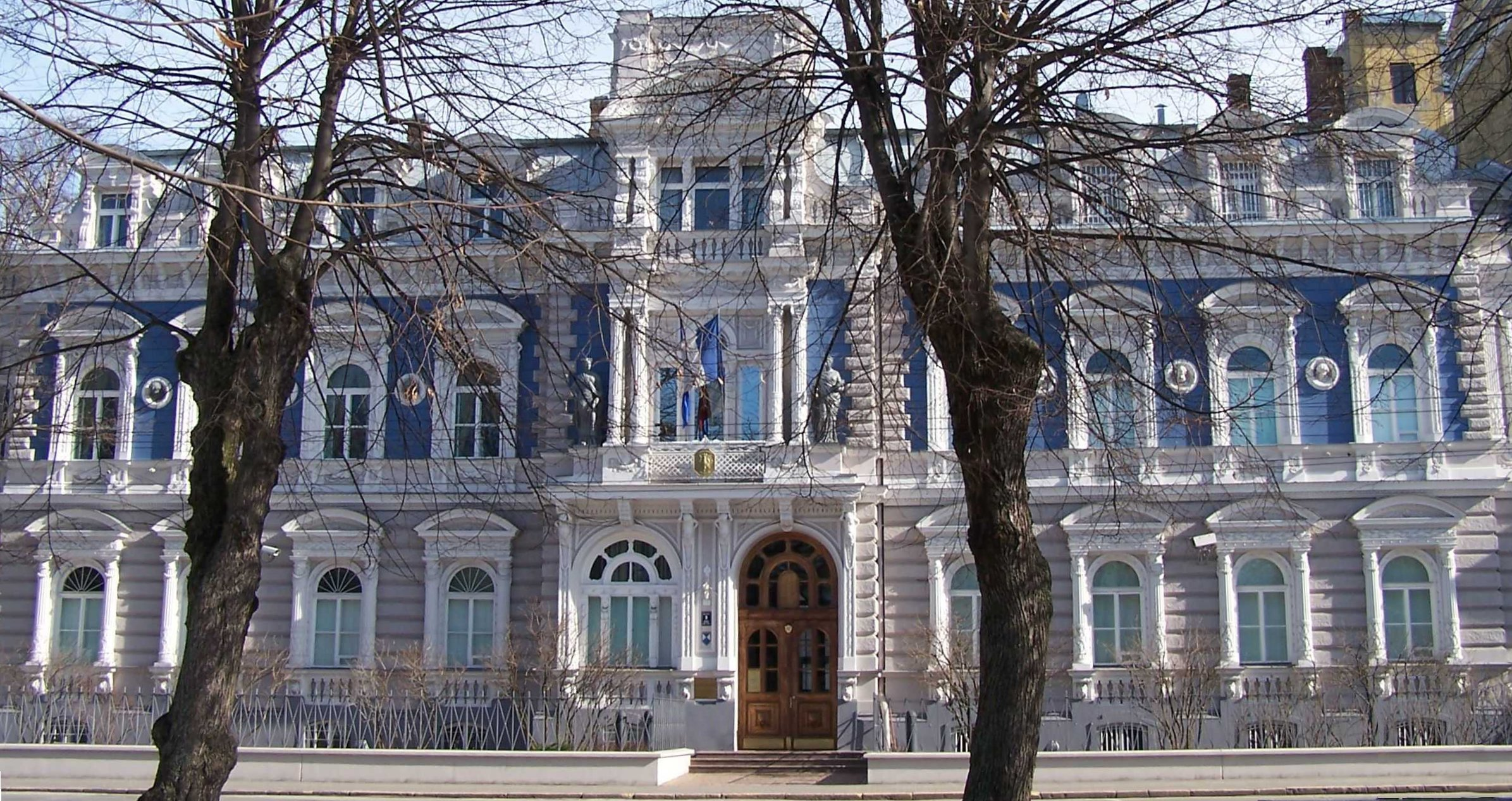
A lettországi nagykövetség

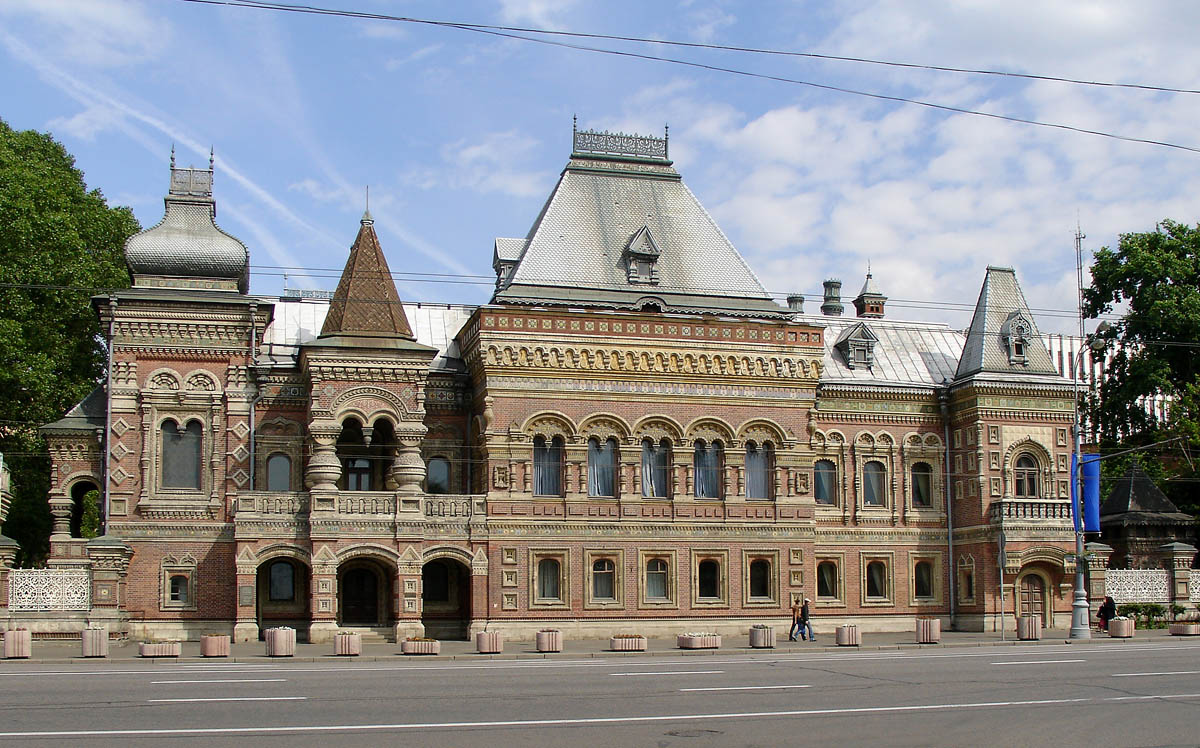
Franciaország moszkvai nagykövetsége

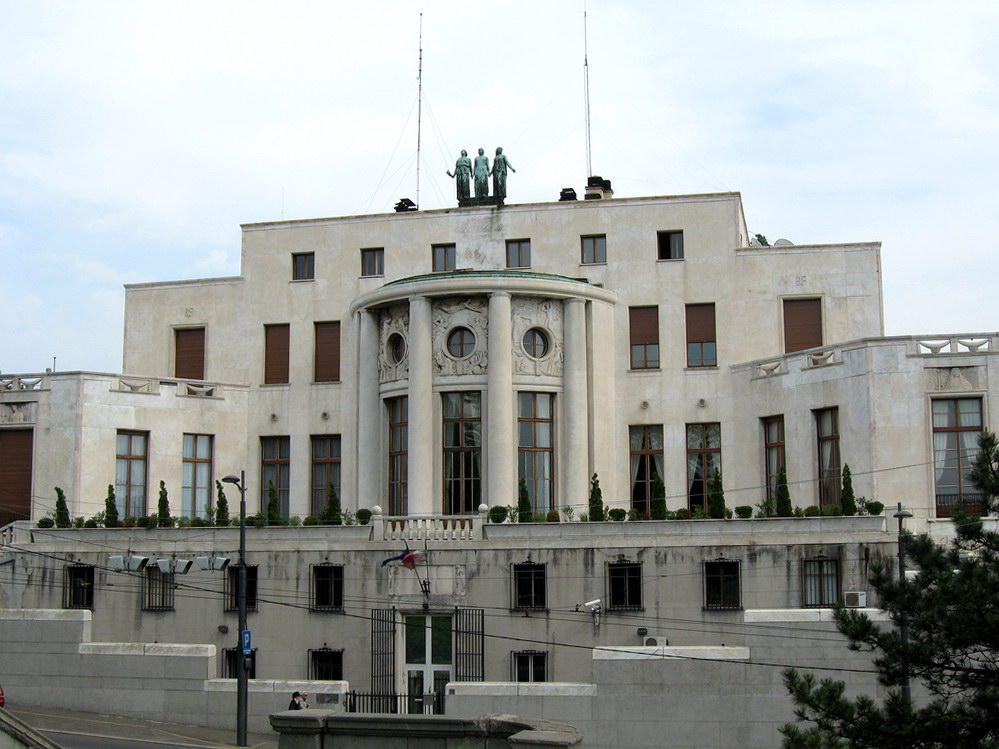
Belgrádi nagykövetség

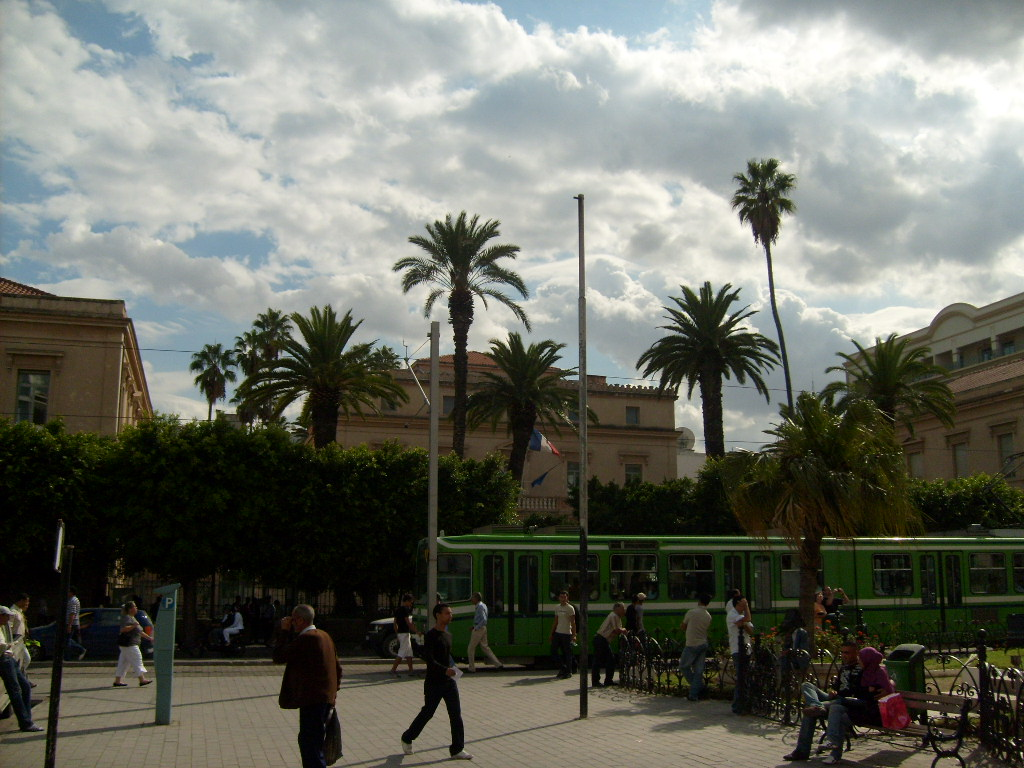
Tunézia, nagykövetség

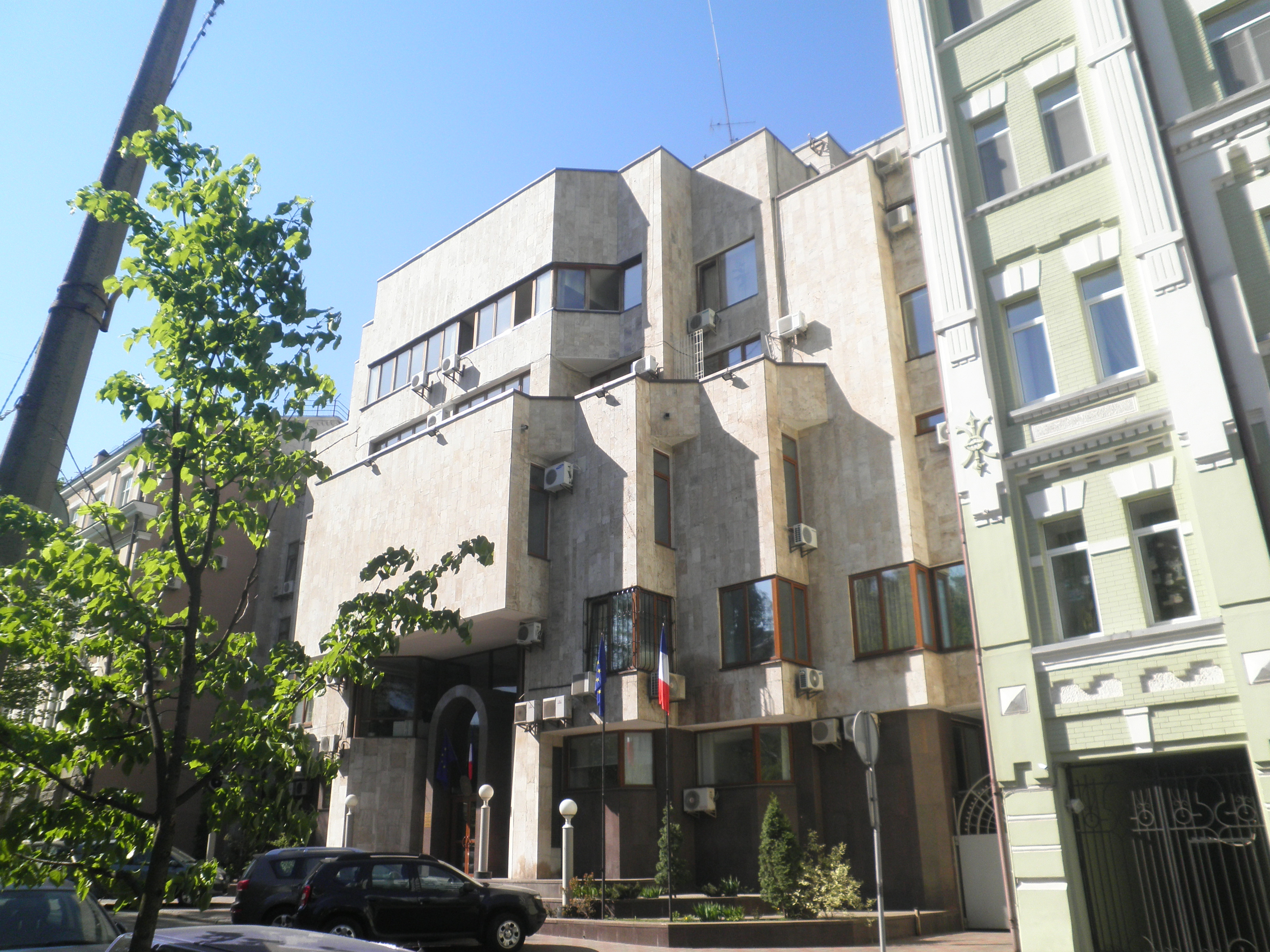
Nagykövetség Ukrajnában

- Andorra: Andorra la Vella (nagykövetség)
- Apostoli Szentszék: Róma (nagykövetség)[1]
- Ausztria: Bécs (nagykövetség)
- Belgium: Brüsszel (nagykövetség)
- Bosznia-Hercegovina: Szarajevó (nagykövetség)
- Bulgária: Szófia (nagykövetség)
- Ciprus: Nicosia (nagykövetség)
- Csehország: Prága (nagykövetség)
- Dánia: Koppenhága (nagykövetség)
- Egyesült Királyság: London (nagykövetség)
  - Edinburgh (főkonzulátus)
- Észak-Macedónia: Szkopje (nagykövetség)
- Észtország: Tallinn (nagykövetség)
- Fehéroroszország: Minszk (nagykövetség)
- Finnország: Helsinki (nagykövetség)
- Görögország: Athén (nagykövetség)
  - Szaloniki (főkonzulátus)
- Hollandia: Hága (nagykövetség)
  - Amszterdam (főkonzulátus)
- Horvátország: Zágráb (nagykövetség)
- Írország: Dublin (nagykövetség)
- Izland: Reykjavík (nagykövetség)
- Koszovó: Pristina (nagykövetség)
- Lengyelország: Varsó (nagykövetség)
  - Krakkó (főkonzulátus)
- Lettország: Riga (nagykövetség)
- Litvánia: Vilnius (nagykövetség)
- Luxemburg: Luxembourg (nagykövetség)
- Magyarország: Budapest (nagykövetség)
- Málta: Valletta (nagykövetség)
- Moldova: Chișinău (nagykövetség)
- Monaco: Monaco (nagykövetség)
- Montenegró: Podgorica (nagykövetség)
- Németország: Berlin (nagykövetség)
  - Düsseldorf (főkonzulátus)
  - Frankfurt am Main (főkonzulátus)
  - Hamburg (főkonzulátus)
  - München (főkonzulátus)
  - Saarbrücken (főkonzulátus)
  - Stuttgart (főkonzulátus)
- Norvégia: Oslo (nagykövetség)
- Olaszország: Róma (nagykövetség)
  - Milánó (főkonzulátus)
  - Nápoly (főkonzulátus)
- Oroszország: Moszkva (nagykövetség)
  - Szentpétervár (főkonzulátus)
  - Jekatyerinburg (főkonzulátus)
- Portugália: Lisszabon (nagykövetség)
- Románia: Bukarest (nagykövetség)
- Spanyolország: Madrid (nagykövetség)
  - Barcelona (főkonzulátus)
  - Bilbao (főkonzulátus)
  - Sevilla (főkonzulátus)
- Svájc: Bern (nagykövetség)
  - Genf (főkonzulátus)
  - Zürich (főkonzulátus)
- Svédország: Stockholm (nagykövetség)
- Szerbia: Belgrád (nagykövetség)
- Szlovákia: Pozsony (nagykövetség)
- Szlovénia: Ljubljana (nagykövetség)
- Ukrajna: Kijev (nagykövetség)

## Afrika
- Algéria: Algír (nagykövetség)
  - Annába (főkonzulátus)
  - Orán (főkonzulátus)
- Angola: Luanda (nagykövetség)
- Benin: Cotonou (nagykövetség)
- Bissau-Guinea: Bissau (nagykövetség)

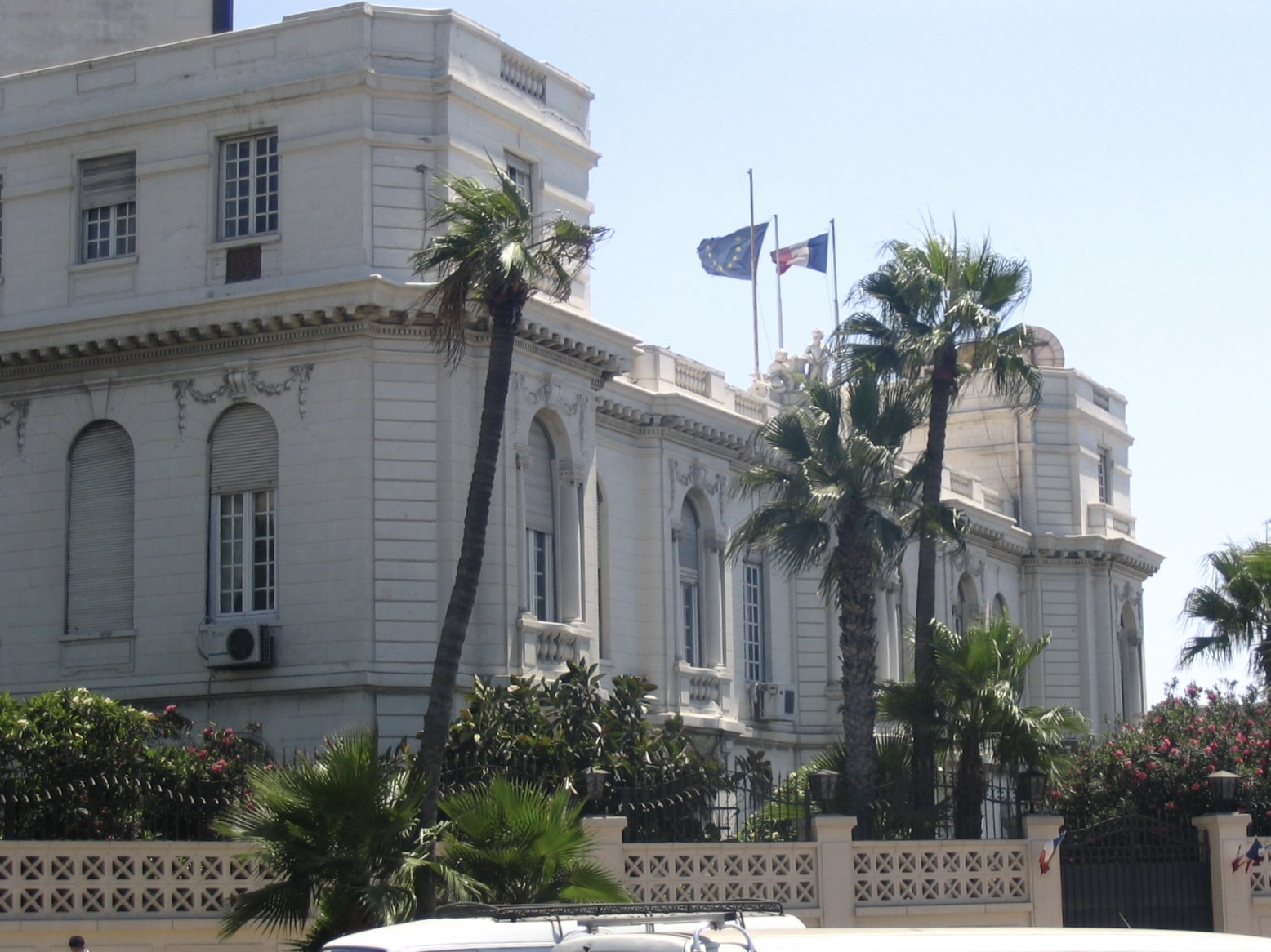
Alexandriai főkonzulátus

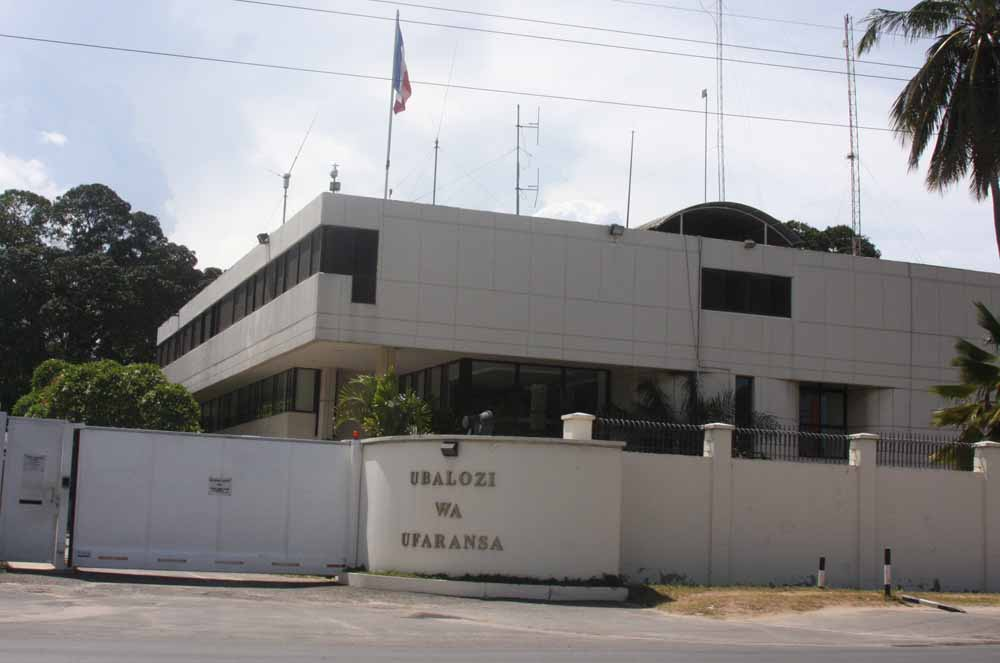
Tanzániai nagykövetség, Dar es-Salaam

- Botswana: Gaborone (nagykövetség)
- Burkina Faso: Ouagadougou (nagykövetség)
- Burundi: Bujumbura (nagykövetség)
- Comore-szigetek: Moroni (nagykövetség)
- Csád: N’Djamena (nagykövetség)
- Dél-afrikai Köztársaság: Pretoria (nagykövetség)
  - Fokváros (főkonzulátus)
  - Johannesburg (főkonzulátus)
- Dél-Szudán: Juba (nagykövetség)
- Dzsibuti: Dzsibuti (nagykövetség)
- Egyiptom: Kairó (nagykövetség)
  - Alexandria (főkonzulátus)
- Egyenlítői-Guinea: Malabo (nagykövetség)
- Elefántcsontpart: Abidjan (nagykövetség)
- Eritrea: Aszmara (nagykövetség)
- Etiópia: Addisz-Abeba (nagykövetség)
- Gabon: Libreville (nagykövetség)
- Ghána: Accra (nagykövetség)
- Guinea: Conakry (nagykövetség)
- Kamerun: Yaoundé (nagykövetség)
  - Douala (főkonzulátus)
- Kenya: Nairobi (nagykövetség)
- Kongói Demokratikus Köztársaság: Kinshasa (nagykövetség)
- Kongói Köztársaság: Brazzaville (nagykövetség)
  - Pointe-Noire (főkonzulátus)
- Közép-afrikai Köztársaság: Bangui (nagykövetség)
- Libéria: Monrovia (nagykövetség)
- Madagaszkár: Antananarivo (nagykövetség)
  - Antsiranana (konzuli iroda)
  - Mahajanga (konzuli iroda)
  - Toamasina (konzuli iroda)
- Mali: Bamako (nagykövetség)
- Mauritánia: Nouakchott (nagykövetség)
- Mauritius: Port Louis (nagykövetség)
- Marokkó: Rabat (nagykövetség)
  - Agadir (főkonzulátus)
  - Casablanca (főkonzulátus)
  - Fez (főkonzulátus)
  - Marrákes (főkonzulátus)
  - Tanger (főkonzulátus)
- Mozambik: Maputo (nagykövetség)
- Namíbia: Windhoek (nagykövetség)
- Niger: Niamey (nagykövetség)
- Nigéria: Abuja (nagykövetség)
  - Lagos (főkonzulátus)
- Ruanda: Kigali (nagykövetség)
- Szenegál: Dakar (nagykövetség)
- Seychelle-szigetek: Victoria (nagykövetség)
- Szudán: Kartúm (nagykövetség)
- Tanzánia: Dar es-Salaam (nagykövetség)
- Togo: Lomé (nagykövetség)
- Tunézia: Tunisz (nagykövetség)
- Uganda: Kampala (nagykövetség)
- Zambia: Lusaka (nagykövetség)
- Zimbabwe: Harare (nagykövetség)
- Zöld-foki Köztársaság: Praia (nagykövetség)

## Amerika

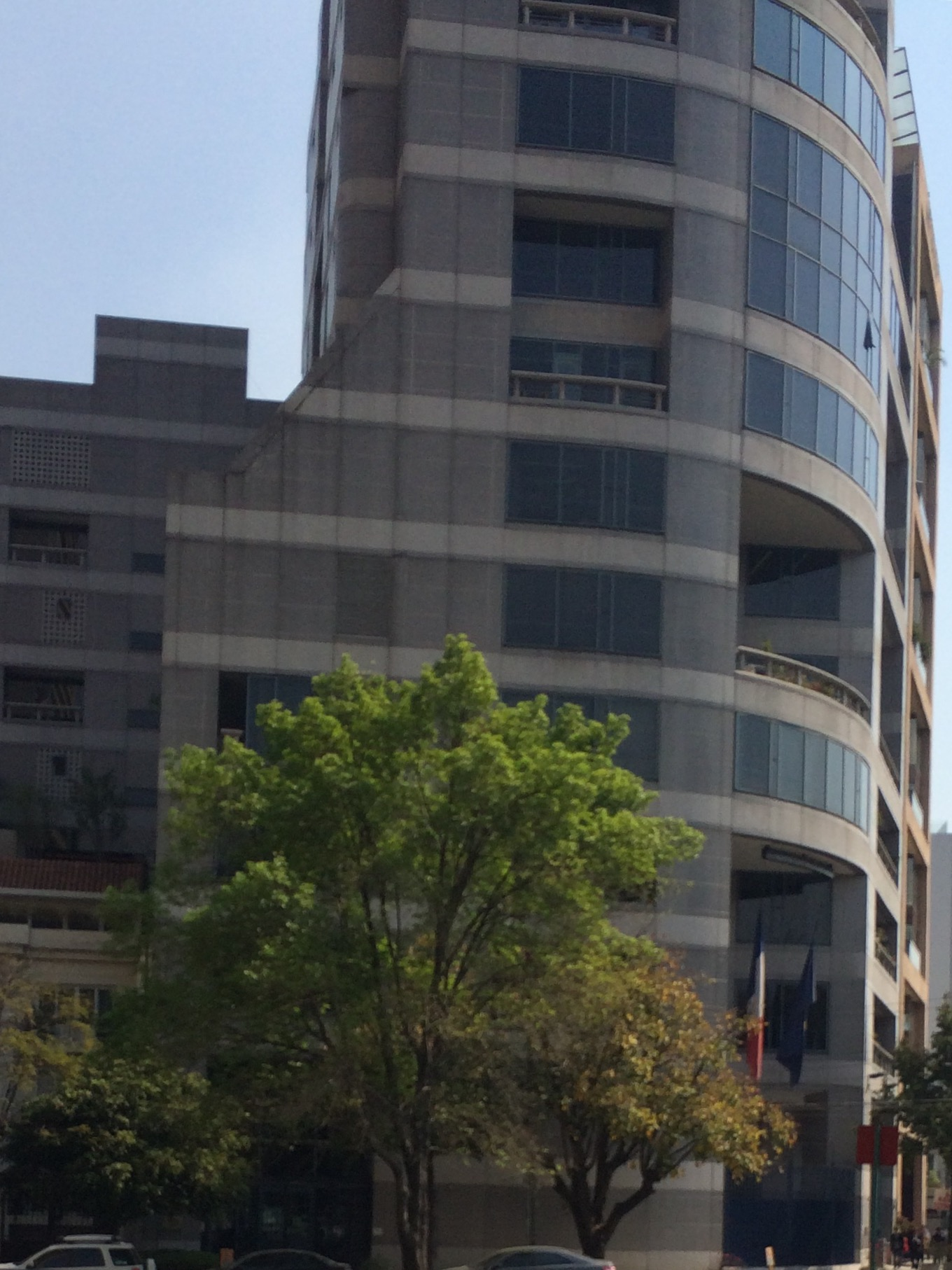
Mexikóvárosi nagykövetség

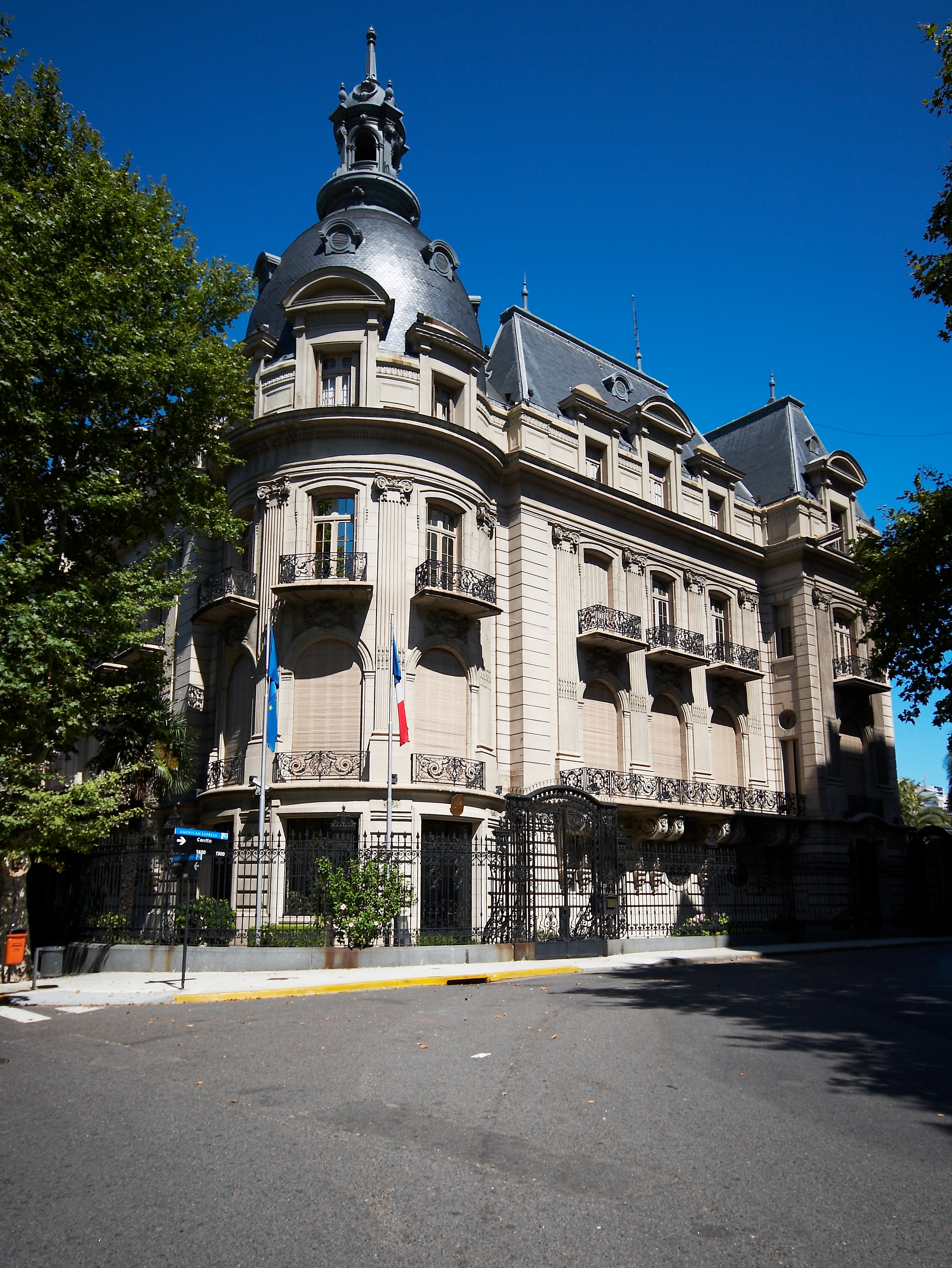
Nagykövetség, Buenos Aires

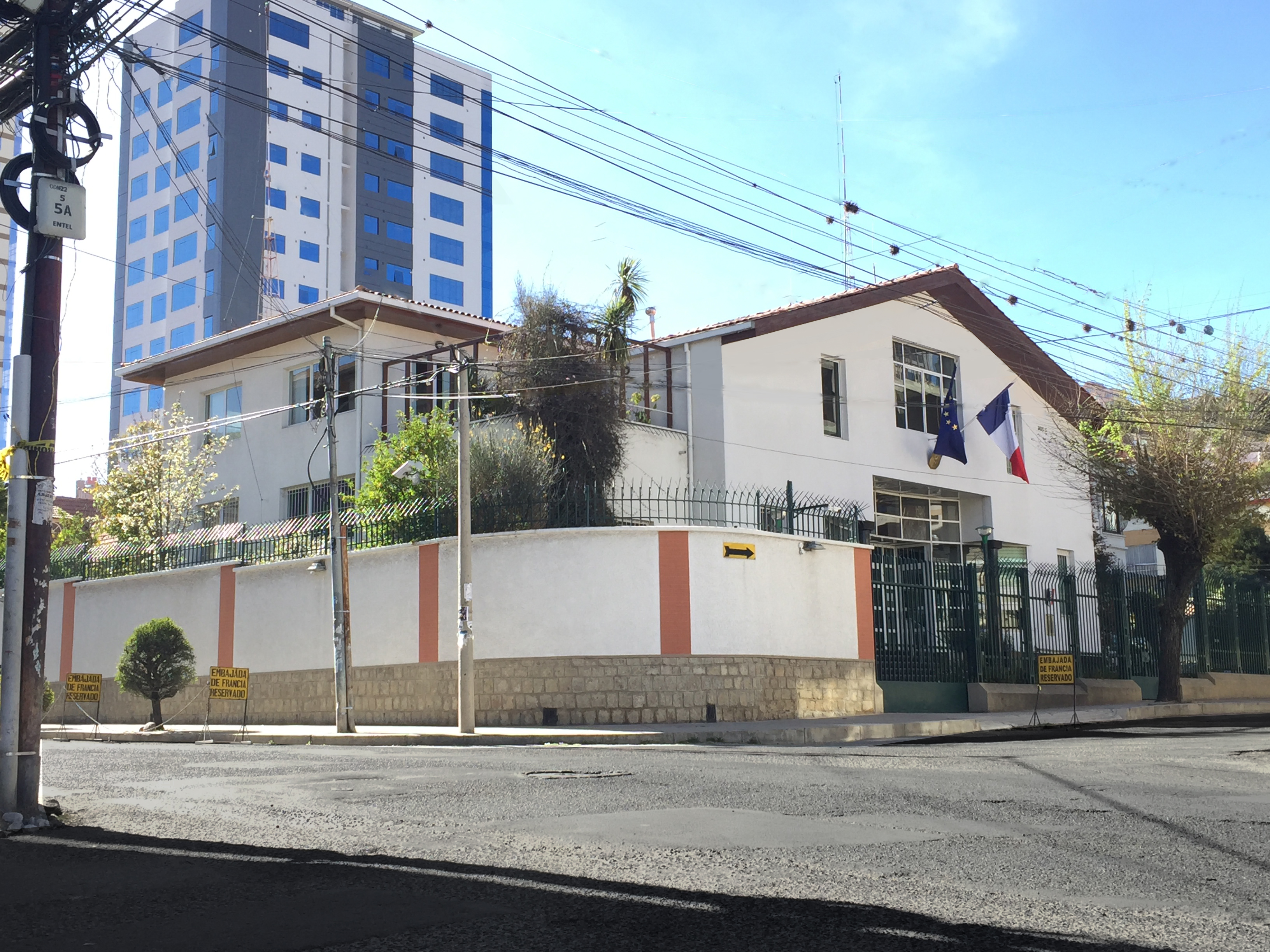
Bolíviai diplomáciai miszzió

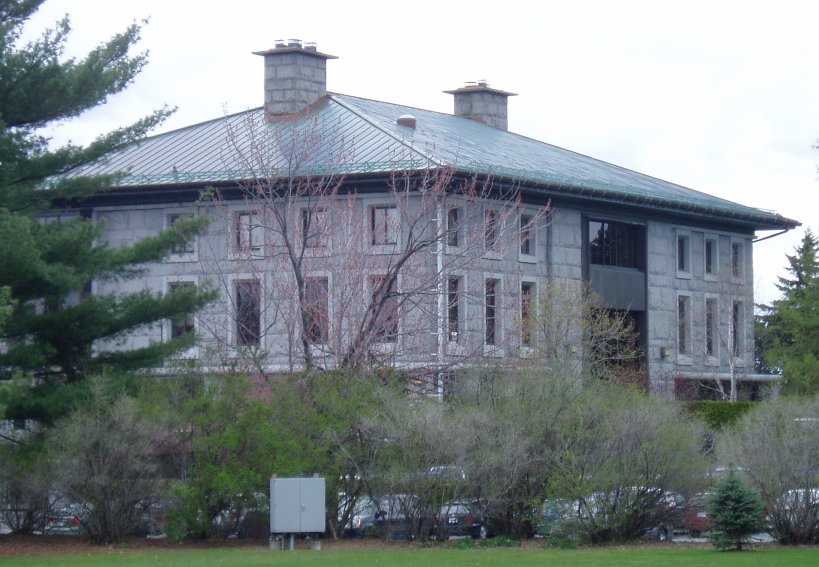
Nagykövetség, Kanada

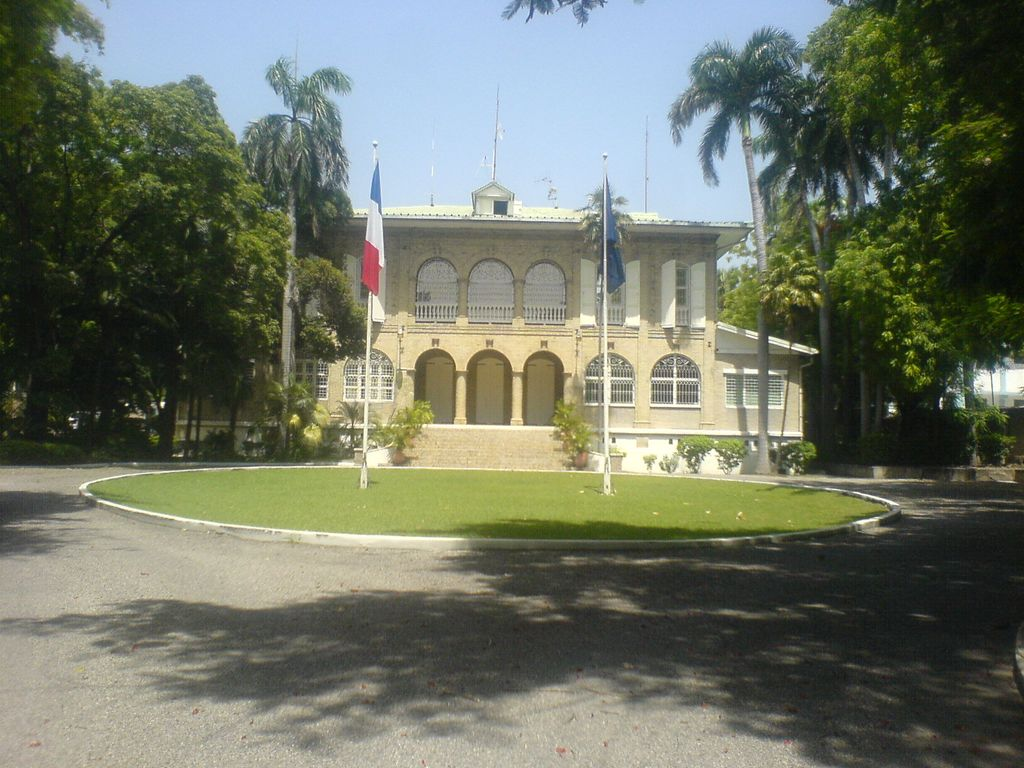
Haiti nagykövetség

- Amerikai Egyesült Államok: Washington (nagykövetség)
  - Atlanta (főkonzulátus)
  - Boston (főkonzulátus)
  - Chicago (főkonzulátus)
  - Houston (főkonzulátus)
  - Los Angeles (főkonzulátus)
  - Miami (főkonzulátus)
  - New Orleans (főkonzulátus)
  - New York (főkonzulátus)
  - San Francisco (főkonzulátus)
- Argentína: Buenos Aires (nagykövetség)
- Bolívia: La Paz (nagykövetség)
- Brazília: Brazíliaváros (nagykövetség)
  - Rio de Janeiro (főkonzulátus)
  - São Paulo (főkonzulátus)
  - Recife (konzulátus)
- Chile: Santiago de Chile (nagykövetség)
- Costa Rica: San José de Costa Rica (nagykövetség)
- Dominikai Köztársaság: Santo Domingo (nagykövetség)
- Ecuador: Quito (nagykövetség)
- Salvador: San Salvador (nagykövetség)
- Guatemala: Guatemalaváros (nagykövetség)
- Haiti: Port-au-Prince (nagykövetség)
- Honduras: Tegucigalpa (nagykövetség)
- Jamaica: Kingston (nagykövetség)
- Kanada: Ottawa (nagykövetség)
  - Moncton (főkonzulátus)
  - Montréal (főkonzulátus)
  - Québec (főkonzulátus)
  - Toronto (főkonzulátus)
  - Vancouver (főkonzulátus)
- Kolumbia: Bogotá (nagykövetség)
- Kuba: Havanna (nagykövetség)
- Mexikó: Mexikóváros (nagykövetség)
- Nicaragua: Managua (nagykövetség)
- Panama: Panamaváros (nagykövetség)
- Paraguay: Asunción (nagykövetség)
- Peru: Lima (nagykövetség)
- Saint Lucia: Castries (nagykövetség)
- Suriname: Paramaribo (nagykövetség)
- Trinidad és Tobago: Port of Spain (nagykövetség)
- Uruguay: Montevideo (nagykövetség)
- Venezuela: Caracas (nagykövetség)

## Ázsia
- Afganisztán Kabul (nagykövetség)
- Azerbajdzsán: Baku (nagykövetség)
- Bahrein: Manáma (nagykövetség)
- Banglades: Dakka (nagykövetség)

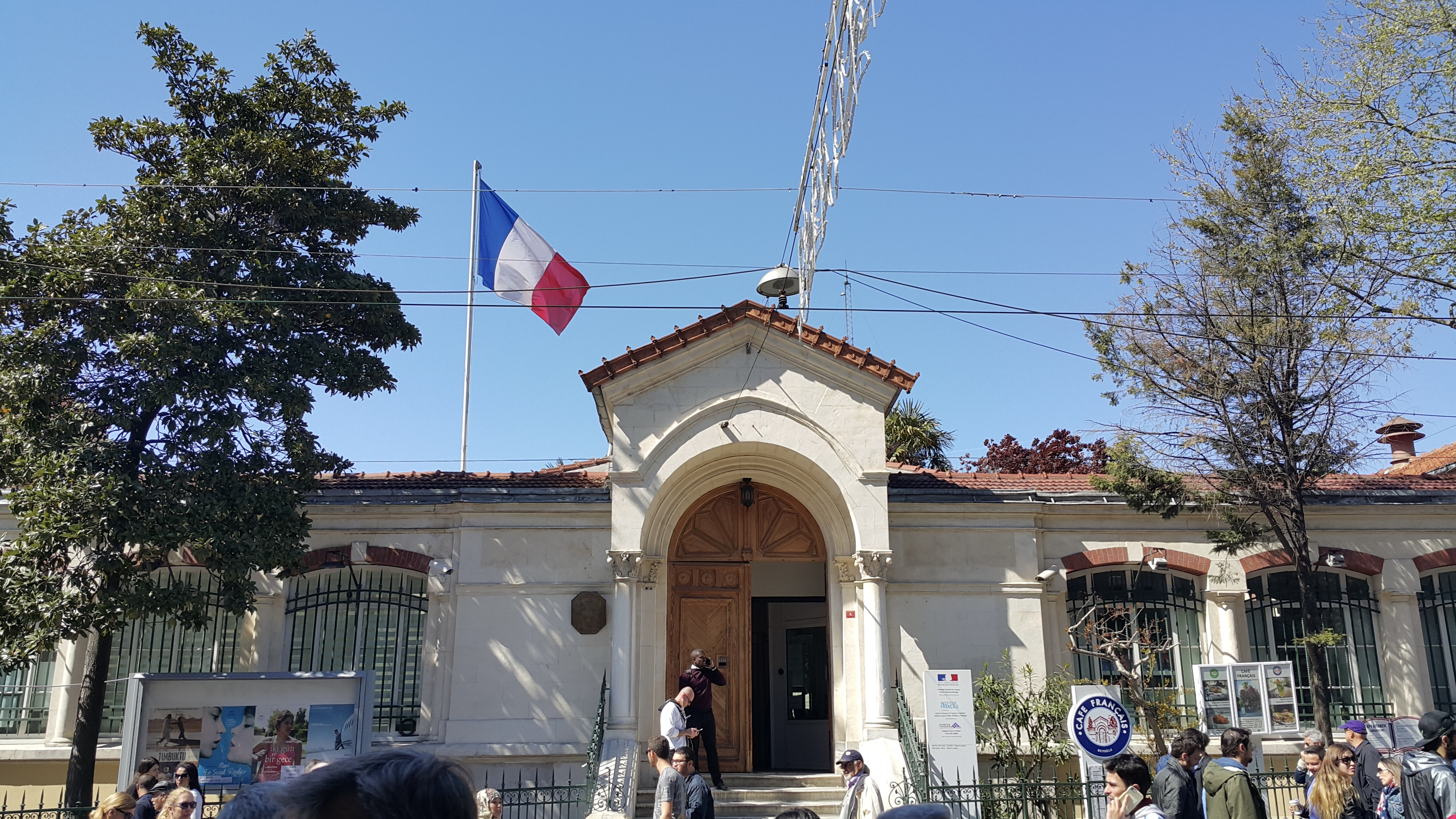
Isztambuli főkonzulátus

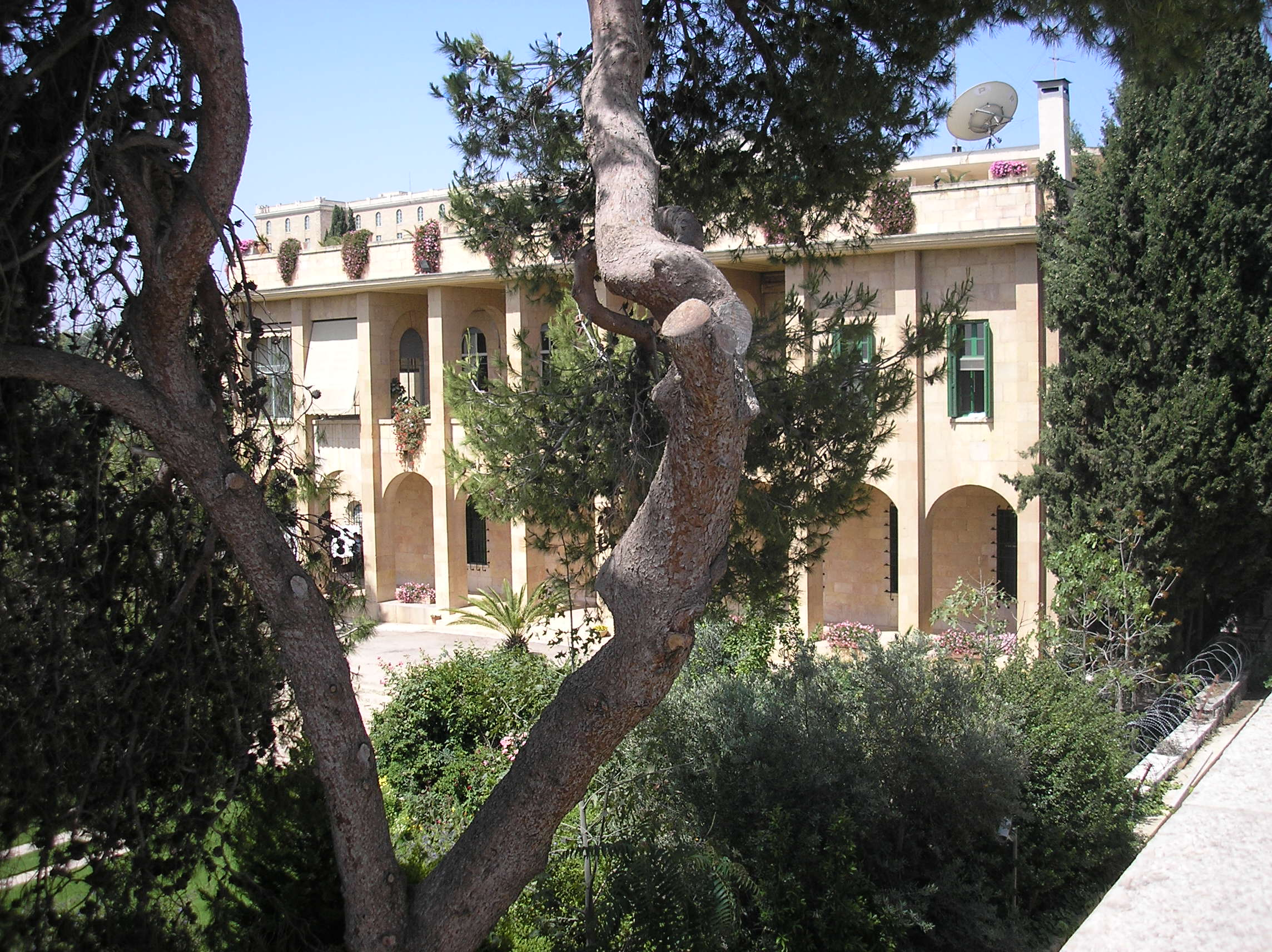
Franciaország jeruzsálemi főkonzulátusa

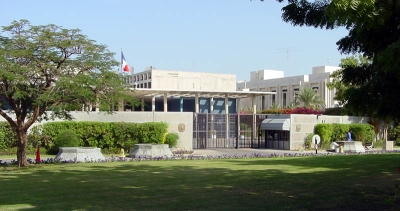
Ománi nagykövetség

- Brunei: Bandar Seri Begawan (nagykövetség)
- Dél-Korea: Szöul (nagykövetség)
- Egyesült Arab Emírségek Abu-Dzabi (nagykövetség)
  - Dubaj (főkonzulátus)
- Grúzia: Tbiliszi (nagykövetség)
- India Delhi (nagykövetség)
  - Bengaluru (főkonzulátus)
  - Kolkata (főkonzulátus)
  - Mumbai (főkonzulátus)
  - Puduccseri (főkonzulátus)
- Indonézia: Jakarta (nagykövetség)
- Irán: Teherán (nagykövetség)
- Irak: Bagdad (nagykövetség)
  - Erbíl (főkonzulátus)
- Izrael: Tel-Aviv (nagykövetség)
  - Haifa (főkonzulátus)
  - Jeruzsálem (főkonzulátus)
- Japán: Tokió (nagykövetség)
  - Kiotó (főkonzulátus)
- Jordánia: Ammán (nagykövetség)
- Kambodzsa: Phnompen (nagykövetség)
- Katar: Doha (nagykövetség)
- Kína: Peking (nagykövetség)
  - Csengtu (főkonzulátus)
  - Kanton (főkonzulátus)
  - Hongkong (főkonzulátus)
  - Sanghaj (főkonzulátus)
  - Senjang (főkonzulátus)
  - Vuhan (főkonzulátus)
- Kazahsztán: Nur-Szultan (nagykövetség)
- Kuvait: Kuvaitváros (nagykövetség)
- Kirgizisztán: Biskek (nagykövetség)
- Laosz: Vientián (nagykövetség)
- Libanon: Bejrút (nagykövetség)
- Malajzia: Kuala Lumpur (nagykövetség)
- Mianmar: Rangun (nagykövetség)
- Mongólia: Ulánbátor (nagykövetség)
- Nepál: Katmandu (nagykövetség)
- Omán: Maszkat (nagykövetség)
- Örményország: Jereván (nagykövetség)
- Pakisztán: Iszlámábád (nagykövetség)
  - Karacsi (főkonzulátus)
- Fülöp-szigetek: Manila (nagykövetség)
- Szaúd-Arábia: Rijád (nagykövetség)
  - Dzsidda (főkonzulátus)
- Szingapúr: Szingapúr (nagykövetség)
- Srí Lanka: Colombo (nagykövetség)
- Kínai Köztársaság: Tajpej (Tajpeji francia iroda)
- Tádzsikisztán: Dusanbe (nagykövetség)
- Thaiföld: Bangkok (nagykövetség)
- Törökország: Ankara (nagykövetség)
  - Isztambul (főkonzulátus)
- Türkmenisztán: Aşgabat (nagykövetség)
- Üzbegisztán: Taskent (nagykövetség)
- Vietnám: Hanoi (nagykövetség)
  - Ho Si Minh-város (főkonzulátus)

## Ausztrália és Óceánia

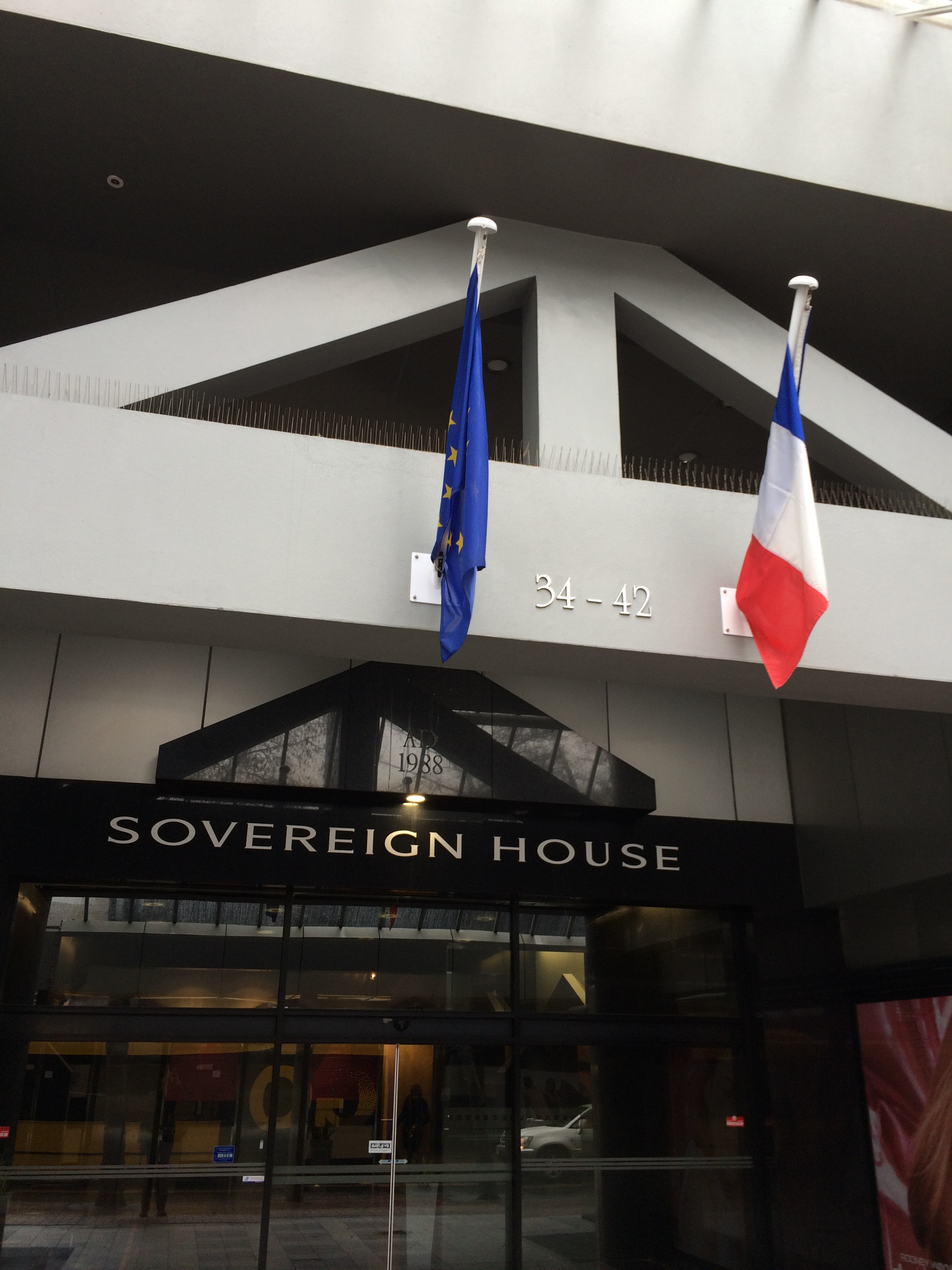
Új-zélandi nagykövetség

- Ausztrália: Canberra (nagykövetség)
  - Sydney (főkonzulátus)
- Fidzsi-szigetek: Suva (nagykövetség)
- Új-Zéland: Wellington (nagykövetség)
- Pápua Új-Guinea: Port Moresby (nagykövetség)
- Vanuatu: Port Vila (nagykövetség)